# Fareed Zakaria
Fareed Rafiq Zakaria (concani/hindi: फ़रीद राफ़िक़ ज़कारिया, Bombaim, 20 de janeiro de 1964) é um escritor e jornalista indiano-norte-americano especializado em relações políticas internacionais.

## Biografia
Nascido na Índia, filho de um escritor e político indiano, Rafiq Zakaria, Fareed tem uma coluna na Newsweek, que aparece também na Newsweek International e escreve frequentemente no The Washington Post. Foi nomeado editor da Newsweek International em Outubro de 2000; a revista tem uma audiência de 3,5 milhões de pessoas em todo o mundo. É também o apresentador de um programa televisivo informativo semanal, chamado Foreign Exchange na PBS. É também um analista para a ABC. Atualmente, apresenta na rede de notícias CNN aos domingos às 13h00 e às 17h00 o programa Fareed Zakaria GPS com duração de uma hora, abordando politica externa. Recebeu o B.A. em Yale. Fez o doutoramento em ciência política em Harvard. Foi professor de relações internacionais e filosofia política na Universidade de Harvard.

### Vida pessoal
Zakaria é um cidadão estadunidense naturalizado. Em 1997, Zakaria casou-se com Paula Throckmorton, uma designer de joias. O casal tem três filhos. Em julho de 2018, sua esposa pediu o divórcio.
Ele atualmente reside no Upper West Side em Nova York. Zakaria se descreve como um muçulmano secular e não praticante. Ele acrescentou: "Minhas opiniões sobre a fé são complicadas - algo entre o deísmo e o agnosticismo. Sou completamente secular em minha perspectiva". Sua ex-mulher é cristã e seus três filhos não foram criados como muçulmanos.

## Controvérsia
Fareed Zakaria foi suspenso por uma semana em agosto de 2012, enquanto a Time e a CNN investigavam uma alegação de plágio, envolvendo uma coluna de 20 de agosto, sobre controle de armas, com semelhanças com um artigo da New Yorker de Jill Lepore. Em um comunicado, Zakaria se desculpou, dizendo que havia cometido "um erro terrível". A Time descreveu o incidente como "isolado" e "não intencional"; e na CNN "não encontraram nada que merecesse continuar a suspensão."
A controvérsia foi reacendida em setembro de 2014, quando as revistas Esquire e The Week relataram alegações feitas em blogs com pseudônimos. A Newsweek adicionou um aviso geral ao seu arquivo de artigos escritos por Zakaria, e após uma investigação de suas várias centenas de colunas para a revista, encontrou citação imprópria em sete. Da mesma forma, depois que surgiram alegações no Twitter sobre a originalidade de uma das colunas de Zakaria para a Slate, a revista online anexou um aviso ao artigo indicando que "Esta peça não atende aos padrões editoriais da Slate, não tendo atribuído adequadamente citações e informações.". No entanto, o editor-chefe da Slate, Jacob Weisberg, que havia meses antes, trocado farpas com um dos blogueiros anônimos acima mencionados no Twitter em defesa de Zakaria, manteve sua posição original de que o que Zakaria fez não foi plágio.
Correções para colunas selecionadas do Zakaria também foram emitidas pelo The Washington Post, que respondeu às alegações iniciais dizendo ao site de notícias da indústria de mídia Poynter, que investigaria. Mais tarde, no mesmo dia, 10 de novembro, o Washington Post disse que havia encontrado fontes "problemáticas" em cinco colunas do Zakaria "e provavelmente notará a falta de atribuição em edições arquivadas dos artigos". Washington Post e Newsweek negaram que os erros de Zakaria constituíssem plágio.

### Em inglês
- The American Encounter: The United States and the Making of the Modern World Essays from 75 Years of Foreign Affairs(1997) ISBN 0-465-00170-X (editado por James F. Hoge e Fareed Zakaria)
- From Wealth to Power (1998) ISBN 0-691-04496-1
- The Future of Freedom: Illiberal Democracy at Home and Abroad (2003) ISBN 0-393-04764-4
- The Post-American World (2008) ISBN 0-393-06235-X
- The Post-American World, Release 2.0 (2011) ISBN 0-393-08180-X
- In Defense of a Liberal Education (2015) ISBN 978-0-393-24768-8
- Ten Lessons for a Post-Pandemic World (2020) ISBN 978-0-393-54213-4

### Em português
- O Mundo Pós-Americano. Lisboa, Gradiva: 2008. ISBN 978-989-616-267-2
- Dez Lições para Um Mundo Pós-Pandemia. Lisboa, Gradiva: 2020. ISBN 978-989-785-007-3
- Era de revoluções: Progresso e retrocesso de 1600 até aos nossos dias. Tradução de Bruno Cardoso Reis e Noémia Pizarro. Lisboa, Gradiva: 2024. ISBN 978-989-785-329-6